# Ким, Тимофей Антонович
Ким, Тимофей Антонович (21.12.1927, Дальний Восток — 12.08.2013, Красноярск) — советский и российский биолог, кавалер ордена «Знак Почёта».
Тимофей Антонович Ким родился 21 декабря 1927 году на Дальнем Востоке в многодетной корейской семье. В 1937 году всех корейцев (около 200 тыс. человек) выселили по национальному приказу из Дальнего Востока в Среднюю Азию и Казахстан. Семья 10-летнего Тимофея Антоновича (отец, четыре брата и сестра) с другими односельчанами поселилась в Верхне-Чирчикском районе Ташкентской области Узбекистана.
В 1948 году окончил биологический факультет Узбекского государственного университета, г. Самарканд.
В 1948—1950 годах — директор средней школы № 25 Галля-Аральского района Самаркандской области.
В 1950—1953 годах — аспирант Московского государственного педагогического института им. В. И. Ленина. Научным руководителем его был один из выдающихся учёных доктор биологических наук профессор Сергей Павлович Наумов.
В 1953 г. защитил кандидатскую диссертацию на тему «Млекопитающие Северных и Западных Кызылкумов».
С 1954 по июнь 2001 года, работал на кафедре зоологии Красноярского государственного педагогического института (ныне КГПУ им. В. П. Астафьева).
С 1954 года — старший преподаватель кафедры зоологии, с 1958 года — доцент, 1961—1972 годы — заведующий кафедрой зоологии, а с 1970 по 1973 год — декан биолого-химического факультета (одновременно заведовал кафедрой). С января 1979 года до марта 1987 года — декан биолого-географического факультета.
С 1955 года по 1973 года организовывал и принимал участие в научно-исследовательских экспедициях по изучению фаунистических, экологических и биогеографических аспектов птиц и млекопитающих южной части Красноярского края и Саянской горной системы. Опубликованная по итогам этих работ монография «Птицы южной части Красноярского края» (соавтор Д. В. Владышевский) до настоящего времени широко используется в учебном процессе на факультетах естественнонаучного профиля. Всего Т. А. Кимом было опубликовано более 70 научных и методических работ, из них 31 публикация по птицам; 18 — по млекопитающим; 19 — учебно-методических пособий; одна — заметки о питании хариуса и одна — история зоологических исследований Красноярского края.

## Награды
В 1972 году награждён знаком «Отличник народного просвещения РСФСР».
В 1982 году награждён Почетной грамотой Министерства просвещения СССР и ЦИК профсоюзов работников просвещения.
В 1986 году награждён орденом «Знак Почета».

## Основные труды
- Птицы южной части Красноярского края. Красноярск. Учебно-методическое пособие. Изд-во Краснояр. гос. ун-та, 1988 г. — 224 с. (соавтор Д. В. Владышевский).